# Флавоноиды
Флавоно́иды — крупнейший класс растительных полифенолов. С химической точки зрения, флавоноиды представляют собой гидроксипроизводные флавона (собственно флавоноиды), 2,3-дигидрофлавона (флаваноны) изофлавона (изофлавоноиды), 4-фенилкумарина (неофлавоноиды). Также флавоны с восстановленной карбонильной группой (флавонолы). Зачастую к флавоноидам относят и другие соединения С6-С3-С6 ряда, в которых имеются два бензольных ядра, соединённых друг с другом трёхуглеродным фрагментом — халконы, дигидрохалконы и ауроны.

## История
Флавоноиды известны как растительные пигменты более столетия. Однако первая работа, посвящённая возможной биологической роли флавоноидов для человека, была опубликована лауреатом Нобелевской премии по физиологии или медицине Альбертом де Сент-Дьёрди в 1936 году. Он сообщил, что флавоноид, выделенный из венгерского красного перца, вероятно, способствует укреплению ломких стенок кровеносных сосудов. Он предположил, что это соединение относится к витаминам, и предложил для него название «витамин P». Название «витамин P» употреблялось для обозначения ряда флавоноидов до 1950-х годов, в более поздний период было предложено название биофлавоноиды.
Новая волна интереса к флавоноидам началась в 1990-х годах. Она связана с открытием антиоксидантных свойств флавоноидов и их способности нейтрализовать свободные радикалы.

## Классификация
- Флавон
- Изофлавон
- 4-Фенилкумарин
- Аурон

Среди флавоноидов есть как водорастворимые, так и липофильные соединения, окрашенные преимущественно в жёлтый, оранжевый и красный цвета. Некоторые классы флавоноидов — антоцианины и ауроны — являются растительными пигментами, обуславливающими окраску цветов и плодов растений.
Известно более 6500 флавоноидов. Общепринятая классификация флавоноидов предусматривает их деление на 10 основных классов, исходя из степени окисленности трехуглеродного фрагмента:
- катехины (флаван-3-олы, производные флавана — катехины, лейкоантоцианы)
- лейкоантоцианидины (флаван-3,4-диолы)
- флаваноны (производные флавона — флаваноны, флаванонолы, флавоны, флавонолы)
- дигидрохалконы
- халконы
- антоцианы и антоцианидины
- флавононолы
- флавоны и изофлавоны
- флавонолы
- ауроны

## Флавоноиды в природе
Флавоноиды играют важную роль в растительном метаболизме и очень широко распространены в высших растениях. Многие флавоноиды — пигменты, придающие разнообразную окраску растительным тканям. Так, антоцианы определяют красную, синюю, фиолетовую окраску цветов, а флавоны, флавонолы, ауроны, халконы — жёлтую и оранжевую.
Флавоноиды объединены общностью путей биосинтеза в растениях.
- Кольцо В (см. рисунок) и примыкающий к нему трёхуглеродный фрагмент (атомы С-2, С-3 и С-4) синтезируются из шикимовой кислоты и фосфоенолпировиноградной кислоты с промежуточным образованием через фенилаланин коричной кислоты.
- Кольцо А синтезируется из трёх активированных молекул малоновой кислоты.

Они принимают участие в фотосинтезе, образовании лигнина и суберина, в качестве защитных агентов в патогенезе растений, вовлечены в регуляцию процессов прорастания семян, а также пролиферации и отмирания (путём апоптоза) клеток удлиняющихся растущих частей растений. Их многообразие объясняется тем, что в растениях большинство из них присутствует в виде соединений с сахарами — гликозидов. Сахарные остатки могут быть представлены моносахаридами — глюкозой, галактозой, ксилозой и др., а также различными ди-, три- и тетрасахаридами. К сахарным остаткам нередко присоединены молекулы оксикоричных и оксибензойных кислот.
Катехины и лейкоантоцианы бесцветны. Они являются родоначальниками конденсированных дубильных веществ.

## Пищевые источники растительных флавоноидов
Флавоноиды широко распространены в еде и напитках растительного происхождения, их много в цедре цитрусовых, луке, зелёном чае, красных винах, пиве тёмных сортов, облепихе, тунбергии и чёрном шоколаде (70 % какао и выше). Из флавонов и флавонолов чаще всего в пищевых продуктах встречается кверцетин, также распространены кемпферол, мирицетин, апигенин и лютеолин.
Содержание флавоноидов в растениях зависит от многих факторов, включая генетические особенности, условия произрастания, степень зрелости и способ хранения, что затрудняет определение норм пищевого потребления флавоноидов. Кроме того, среди учёных нет согласия относительно правильного способа измерения концентрации флавоноидов в пищевых продуктах. Согласно двум исследованиям, проведённым в Дании и Нидерландах, дневное потребление флавонов и флавонолов в этих странах составляет около 23—28 миллиграммов.
Из отходов производства вин и соков (виноградные выжимки) получают дешёвые и эффективные биоконцентраты флавоноидов.

### Зелёный чай
Полифенолы зелёного чая — мощный антиоксидант, и один из лучших, наряду с витамином C и Е. По мере нарастания степени ферментации чая (жёлтый — красный — чёрный чай) растёт его аромат, но снижается антиоксидантная активность. Зелёный чай богат кверцетином и кемпферолом.

### Биодоступность
Ранее господствовало убеждение, что биодоступность флавоноидов из растительной пищи крайне мала: считалось, что в кишечнике всасываются только флавоноиды в свободной форме (без остатка сахара), которые в природе встречаются относительно редко. Однако последующие исследования на примере отдельных флавоноидов показали, что их биодоступность зависит от источника и намного выше, чем предполагали ранее. Так, глюкозиды (из лука) и рутинозид (из чая) кверцетина абсорбируются в кишечнике намного лучше, чем чистый кверцетин (агликон). При сравнении красного вина, чёрного чая, лука и яблок было показано, что лук является наилучшим пищевым источником кверцетина.

## Биологическая функция
- Естественные функции флавоноидов мало изучены. Предполагалось, что благодаря способности поглощать ультрафиолетовое излучение (330—350 нм) и часть видимого света (520—560 нм) они защищают растительные ткани от избыточной радиации.
- Окраска цветочных лепестков помогает насекомым находить нужные растения и тем самым способствовать опылению.
- Флавоноиды являются фактором устойчивости растений к поражению некоторыми патогенными грибами.

Животные не способны синтезировать соединения флавоноидной группы, а флавоны, присутствующие в крыльях некоторых бабочек, попадают в их организм с пищей. В настоящее время считается, что флавоноиды (наряду с другими растительными фенолами) являются незаменимыми компонентами пищи человека и других млекопитающих. В организме млекопитающих флавоноиды способны изменять активность многих ферментов обмена веществ.

## Применение
Флавоноиды — природные красители, пищевые антиоксиданты, дубильные вещества. Ряд флавоноидов обладает антибактериальным (противомикробным) действием.
В качестве лекарственных средств применяются флавоноиды рутин и кверцетин, называемые P-витаминами. Они обладают способностью, особенно выраженной в сочетании с аскорбиновой кислотой, уменьшать проницаемость и ломкость капилляров; тормозят свёртывание крови и повышают эластичность эритроцитов.